# GP–5

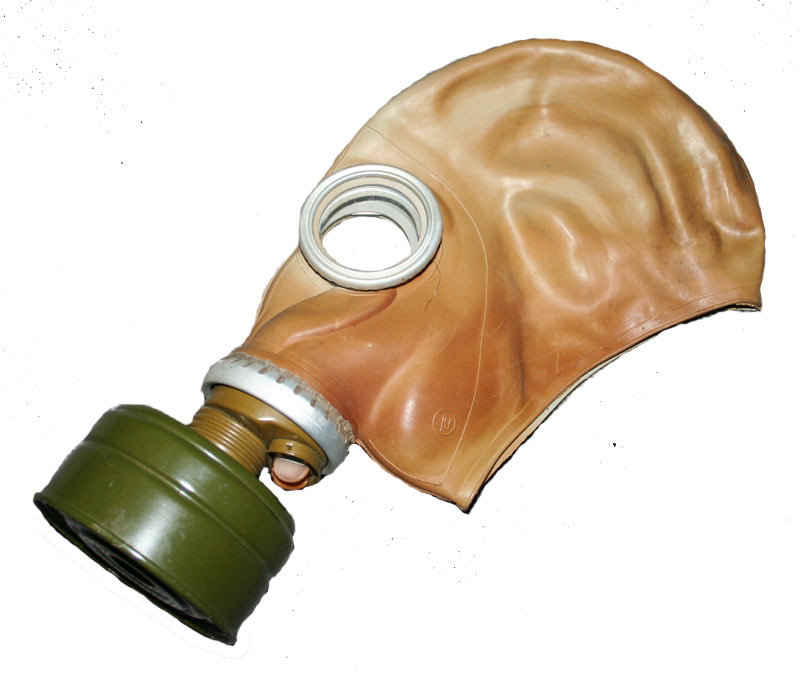
GP–5 gázálarckészlet

A GP–5 (oroszul: ГП–5 – Гражданский Противогаз, magyar átírásban: grazsdanszkij protyivogaz) szovjet gyártmányú gázálarc. Szűrővel ellátott, a légzőszervek, a szem és az arcbőr megóvására szolgáló egyéni védőfelszerelés. Atom-, biológiai és vegyi szennyeződés elleni védelemre alkalmas. Nem nyújt védelmet azonban az ammóniagázzal, valamint egyes szerves vegyületek 65 fok feletti gázaival szemben. Modernizált változata a GP–5M védőfelszerelés. A készlethez SM–62, SM–62U vagy SMP gumimaszk tartozik, amelyet ötféle méretben gyártottak. A gázálarc széles körben használatban volt a polgári védelemnél és a különféle ipari létesítményekben. A szűrője azbesztet tartalmaz. Később az 1985-től gyártott GP–7 gázálarckészlet váltotta fel.